# The Pretenders
The Pretenders — англо-американская рок-группа, образованная в 1978 году вокалисткой Крисси Хайнд (которая также была автором большинства песен) и на первых порах тяготевшая к стилистике панка и новой волны. Помимо Хайнд, в состав коллектива входили Джеймс Ханимэн-Скотт (гитара), Пит Фарндон (бас) и Мартин Чамберс (ударные).
Уже в 1980 году The Pretenders оказались на вершине британских чартов с синглом «Brass in Pocket». В том же году вышел самый успешный их альбом, «The Pretenders». В начале 1982 года, за злоупотребление наркотиками, из группы был уволен басист Пит Фарндон (умерший от передозировки в 1983 году) [уточнить], а несколькими месяцами позже, от передозировки, умер Джеймс Ханиман-Скотт. В его память Крисси Хайнд написала песню 2000 Miles, записанную с новыми гитаристами и вошедшую в альбом Learning To Crawl 1983 года. С годами Крисси Хайнд всё чаще записывалась сольно либо с другими звёздами (Шер, UB40 и др.). В 1994 г. вышел последний крупный хит группы — величавая лирическая композиция «I’ll Stand by You».

## Дискография

### Студийные альбомы
- Pretenders (1980)
- Pretenders II (1981)
- Learning to Crawl (1983)
- Get Close (1986)
- Packed! (1990)
- Last of the Independents (1994)
- Viva el Amor (1999)
- Loose Screw (2002)
- Break Up the Concrete (2008)
- Alone (2016)
- Hate for Sale (2020)
- Relentless (2023)